# Xavier Cannefax
Xavier Charles Cannefax (Salem, 22 september 1989) is een Amerikaans basketballer.

## Carrière
Cannefax speelde van 2013 tot 2015 voor de Santa Rosa Junior College Bear Cub en daarna van 2015 tot 2018 collegebasketbal voor de Warner Pacific Knights. Hij werd niet gekozen in de NBA draft van 2018. Hij tekende zijn eerste profcontract in de Zweedse competitie bij Uppsala Basket maar speelde het seizoen vanaf januari 2019 uit in Qatar bij Al-Rayyan SC. In 2019 tekende hij een contract bij de Nederlandse eersteklasser Apollo Amsterdam waar hij topschutter werd van de Nederlandse competitie.
Hij speelde van 2020 tot 2022 voor de Kosovaarse eersteklasser KB Prizreni. Hij tekende voor het seizoen 2022/23 bij de Romeense club CSM Târgu Jiu maar verliet de club in februari 2023. Hij tekende daarna bij Al Ahli Tripoli uit Libië maar verliet die club in maart 2023. Hij speelde daarna voor het Mexicaanse Ostioneros de Guaymas en in 2024 in de Indonesische competitie bij Bali United Basketball.